# Propallene socotrana
Propallene socotrana là một loài nhện biển trong họ Callipallenidae. Loài này thuộc chi Propallene. Propallene socotrana được miêu tả khoa học năm 2007 bởi Bartolini & Krapp.